# Yohannes II.
Yohannes II. (amharisch ዮሓንስ, auch Johannes II. genannt, Thronname Adyam Sagad IV.) (* 1699; † 18. Oktober 1769 in Gondar) war vom 7. Mai bis 18. Oktober 1769 Negus Negest (Kaiser) von Äthiopien.

## Biografie
Er war ein Sohn des Kaisers Iyassu I. und der Bruder der Kaiser Tekle Haymanot I., David III. und Bakaffa. Yohannes entstammte der regierenden Salomonischen Dynastie. Als möglicher Thronprätendent verbrachte er, wie andere kaiserliche Prinzen, den größten Teil seines Lebens auf dem Gefängnisberg Wehni Amba. Um 1725 unternahm Yohannes einen Fluchtversuch aus Wehni Amba. Der damalige Kaiser, sein für seine Grausamkeit berüchtigter Bruder Bekaffa, ließ ihm als Strafe eine Hand abhacken. An den Folgen dieser Bestrafung starb Yohannes fast. Nach seiner Genesung verbrachte Yohannes seine Zeit in Wehni Amba mit theologischen Studien, dem Schreiben von Liedern und Diskussionen mit Gelehrten. Politisch war Yohannes völlig uninteressiert.
Seit etwa 1750 kam es in Äthiopien zu immer heftigeren innenpolitischen Auseinandersetzungen, die mit einer immer stärkeren Schwächung der kaiserlichen Macht verbunden waren. Der eigentliche Machthaber in Äthiopien war zu dieser Zeit der Gouverneur und Statthalter von Gondar, Ras Mikael Sehul, der die Kaiser nach seinem Gutdünken ein- und absetzte.
Nach der Ermordung des Kaisers Iyoas suchte Ras Mikael einen möglichst schwachen Kandidaten für den Kaiserthron, um formal den Zusammenhalt des Reiches zu gewährleisten. Seine Wahl fiel auf den schon greisen Yohannes, den er im Mai 1769 gegen dessen Widerstand aus Wehni Amba nach Gondar bringen ließ, um ihn der Versammlung der höchsten weltlichen und geistlichen Würdenträger Äthiopiens als Kaiserkandidaten zu präsentieren. Zwar lehnte die Versammlung Yohannes wegen dessen offensichtlicher Unfähigkeit und seiner durch die Strafe bedingten Behinderung zunächst ab. Aber mit der Erklärung, dem neuen Kaiser beim Besteigen des Pferdes persönlich den Steigbügel zu halten, konnte Ras Mikael die Versammlung der Würdenträger schließlich von seinen Plänen überzeugen. Yohannes wurde am 7. Mai 1769 als Yohannes II. zum neuen Kaiser von Äthiopien proklamiert. Zur weiteren Festigung seiner eigenen Machtstellung verband Ras Mikael seine Familie mit dem Kaiserhaus durch die Verheiratung seiner Enkelin Waletta Sellasie mit dem greisen Kaiser.
Auch als Kaiser widmete sich Yohannes II. ausschließlich dem Studium von Büchern und lehnte es ab, sich in der Öffentlichkeit zu zeigen, sich an den Staatsgeschäften zu beteiligen und sich beim Heer aufzuhalten. Außerdem forderte er ständig, nach Wehni Amba zurückgebracht zu werden. Damit wurde der Kaiser für Ras Mikael politisch unbequem, und so gab er den Befehl zu dessen Ermordung. Am 18. Oktober 1769 wurde Yohannes II. beim Frühstück vergiftet.
Ras Mikael setzte den minderjährigen Sohn des Yohannes, Tekle Haymanot II., als neuen Kaiser ein.
Yohannes war verheiratet und hatte vier Kinder.
| Vorgänger | Amt                       | Nachfolger         |
| --------- | ------------------------- | ------------------ |
| Iyoas     | Kaiser von Äthiopien 1769 | Tekle Haymanot II. |

| Personendaten    | Personendaten                 |
| ---------------- | ----------------------------- |
| NAME             | Yohannes II.                  |
| ALTERNATIVNAMEN  | Adyam Sagad IV., Johannes II. |
| KURZBESCHREIBUNG | äthiopischer Kaiser           |
| GEBURTSDATUM     | 1699                          |
| STERBEDATUM      | 18. Oktober 1769              |
| STERBEORT        | Gonder                        |